# Nymphargus megacheirus
Espèce
Synonymes
- Centrolenella megacheira Lynch & Duellman, 1973
- Cochranella megacheira (Lynch & Duellman, 1973)

Statut de conservation UICN

 EN B1ab(iii,iv,v)+2ab(iii,iv,v) : En danger
Nymphargus megacheirus est une espèce d'amphibiens de la famille des Centrolenidae.

## Répartition
Cette espèce se rencontre de 1 300 à 1 750 m d'altitude :
- en Colombie dans le département de Putumayo sur le versant Est de la cordillère Centrale ;
- en Équateur dans la province de Napo sur le versant Est de la cordillère Orientale.

## Description
Les mâles mesurent de 27,1 à 32,8 mm et les femelles de 32,1 à 32,8 mm.

## Publication originale
- Lynch & Duellman, 1973 : A review of the centrolenid frogs of Ecuador, with descriptions of new species. Occasional Papers of the Museum of Natural History, University of Kansas, no 16, p. 1-66 (texte intégral).